# Dascillidae
Famille
Les Dascillidae forment une famille d'insectes coléoptères phytophages.

## Liste des sous-familles et genres
- sous-famille Dascillinae - la seule en Europe selon Fauna Europaea
  - Coptocera
  - Dascillus - le seul genre en Europe selon Fauna Europaea
  - Metallidascillus
  - Notodascillus
  - Petalon
  - Sinocaulus
- sous-famille Karumiinae
  - Anorus
  - Emmita
  - Genecerus
  - Karumia
  - Pleolobus